# قف وأمسك النار
قف وأمسك النار (بالإنجليزية: Halt and Catch Fire)‏ هو مسلسل دراما تاريخي أمريكي من بطولة لي بيس، سكوت مكنيري، ماكنزي ديفيس، كيري بيشي، توبي هوس والكسا بالادينو، صدر الموسم الأول في 1 يونيو 2014 على قناة إيه إم سي وتم تجديده حتى الموسم الرابع الذي عرض في 14 أكتوبر 2017.

## روابط خارجية
- الموقع الرسمي
- قف وأمسك النار على موقع IMDb (الإنجليزية)
- قف وأمسك النار على موقع ميتاكريتيك (الإنجليزية)
- قف وأمسك النار على موقع روتن توميتوز (الإنجليزية)
- قف وأمسك النار على موقع نتفليكس (الإنجليزية)
- قف وأمسك النار على موقع أول موفي (الإنجليزية)
- قف وأمسك النار على موقع فيلمافينيتي (الإسبانية)
- قف وأمسك النار على موقع كينوبويسك (الروسية)
- قف وأمسك النار على موقع ألو سيني (الفرنسية)
- قف وأمسك النار على موقع قاعدة بيانات الفيلم (الإنجليزية)